# Gary McGraw

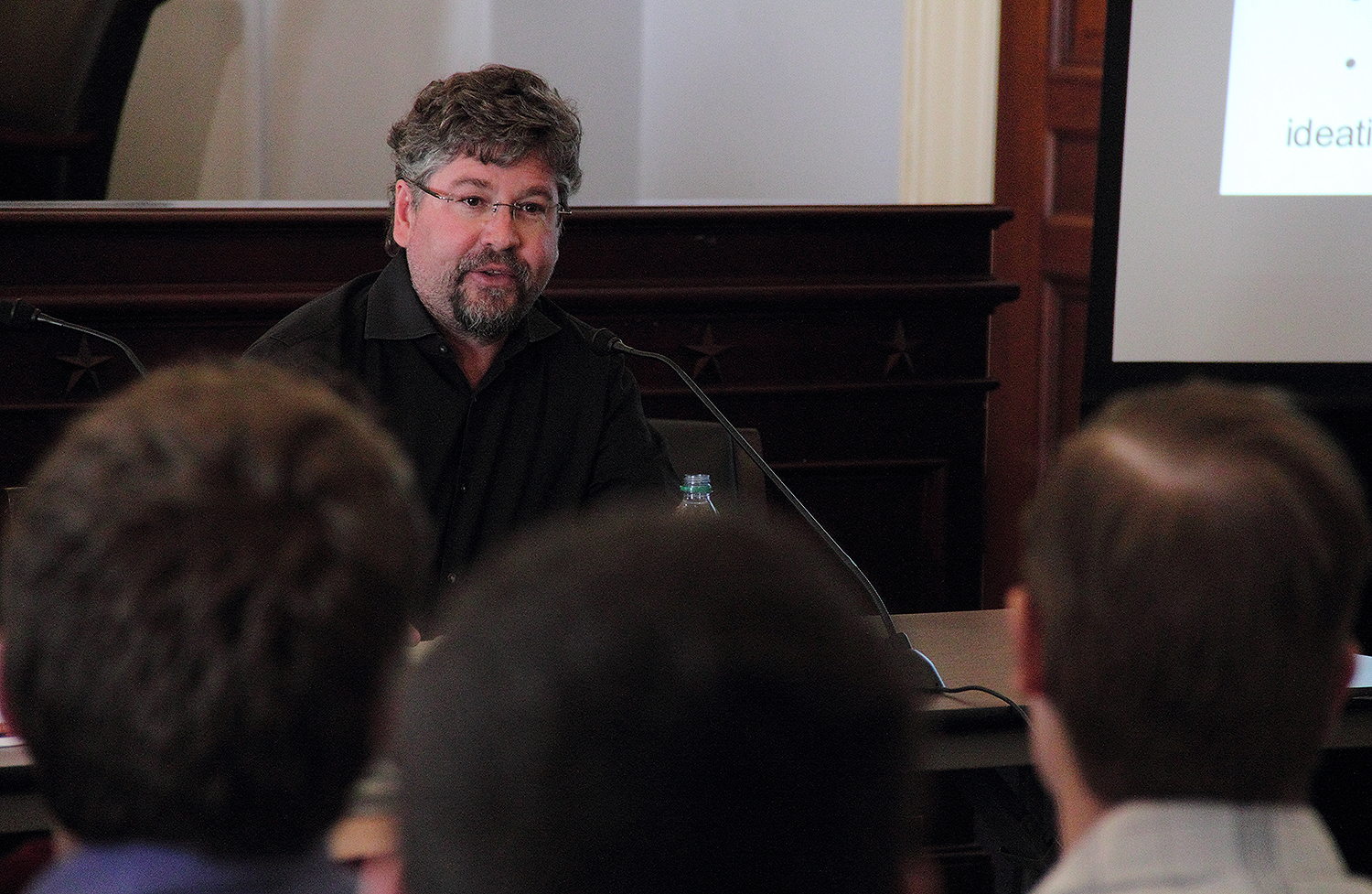
Gary McGraw, 2014

Gary McGraw (* 25. Februar 1966 in Miami) ist ein Experte für IT-Sicherheit und Autor zahlreicher Bücher und Publikationen zum Thema Sichere Software. Hauptberuflich ist er der Chief Technical Officer (CTO) der Beratungsfirma Cigital Inc.

## Leben
Gary McGraw ist im Dekanbeirat der School of Informatics der Indiana University. Weiter war er lange im Vorstand der IEEE Computer Society und produziert dort den monatlichen Silver Bullet Security Podcast für das IEEE Security & Privacy Magazin. Zudem sitzt er in Beiräten verschiedener Gesellschaften, einschließlich Dasient, Fortify Software, Invincea und White Raven.
McGraw promovierte in Kognitionswissenschaften und Informatik an der Indiana University. Er ist verheiratet und lebt zusammen mit seiner Frau und seinen zwei Söhnen in Virginia.

## Bücher
- Software Security: Building Security In, ISBN 978-0-321-35670-3
- Exploiting Software: How to Break Code (mit Greg Hoglund), ISBN 978-0-201-78695-8
- Building Secure Software: How to Avoid Security Problems the Right Way (mit John Viega), ISBN 978-0-321-77495-8
- Java Security (mit Edward Felten), ISBN 978-0-471-17842-2
- Exploiting Online Games: Cheating Massively Distributed Systems (mit Greg Hoglund), ISBN 978-0-13-227191-2
- Software Security Engineering: A Guide for Project Managers (mit Julia H. Allen, Sean J. Barnum, Robert J. Ellison, and Nancy R. Mead) ISBN 978-0-321-50917-8
- Software Fault Injection (mit Jeffrey M. Voas) ISBN 978-0-471-18381-5
- Securing Java: Getting Down to Business with Mobile Code (mit Edward Felten), ISBN 978-0-471-31952-8

## Referenzen
- Ben Rothke. "Software Security: Building Security In", Security Management magazine
- Radu State. Review of "Software Security: Building Security In by Gary McGraw", ACM Queue 4(7):44 (2006)
- "Software Security : Building Security In", Palizine, Issue #18 February 2006
- Robert Bruen. "Software Security. Building Security In", Cipher (IEEE magazine), Jan 5, 2006
- Alen Prodan. "Exploiting Software: How to Break Code", Help Net Security, 21 July 2004
- A. Mariën. Review of "Exploiting Software: How to Break Code by Greg Hoglund and Gary McGraw", ACM Queue, 3(4):60 (2005)
- Robert Bruen. "Exploiting Software. How to Break Code", Cipher (IEEE magazine), January 13, 2004
- Aleksandar Stancin. "Building Secure Software: How to Avoid Security Problems the Right Way", Help Net Security
- Robert Bruen. "Building Secure Software. How to Avoid Security Problems the Right Way", Cipher (IEEE magazine), January 9, 2002
- Diomidis Spinellis. "Book review: Building Secure Software: how to Avoid Security Problems the Right Way", ACM Computing Reviews, 43(4):103–104, April 2002.